# Katarzyna Woroncowa-Daszkowa
Katarzyna Romanowna Woroncowa-Daszkowa (ros. Екатерина Романовна Воронцова-Дашкова, ur. 28 marca 1743 w Sankt Petersburgu, zm. 3 stycznia?/15 stycznia 1810 w Moskwie) – rosyjska arystokratka, serdeczna przyjaciółka Katarzyny II i promotorka rosyjskiego oświecenia. Znana również jako księżna Daszkowa.

## Pochodzenie i wykształcenie
Katarzyna Woroncowa-Daszkowa urodziła się 28 marca 1743 (według kalendarza juliańskiego 17 marca) jako trzecia córka przewodniczącego Dumy, hrabiego Romana Woroncowa i jego żony Marfy Iwanownej Surminy. Zarówno jej stryj Michaił Iłłarionowicz Woroncow jak i brat Aleksander Woroncow byli Kanclerzami Cesarstwa Rosyjskiego, podczas gdy jej brat Siemion Woroncow był rosyjskim ambasadorem w Wielkiej Brytanii i znanym anglofilem, a jej starsza siostra Elżbieta Woroncowa wieloletnią metresą cara Rosji Piotra III. Otrzymała staranną i wszechstronną jak na tamte czasy edukację, od najmłodszych lat była opisywana jako niezwykle uzdolnione i obdarzone umysłem ukształtowanym jak u dorosłej kobiety dziecko. Była uzdolnioną matematyczką, zresztą to matematykę studiowała na Uniwersytecie Moskiewskim Jej ulubionymi pisarzami byli Bayle, Monteskiusz, Boileau, Voltaire i Helwecjusz.

## Zamach stanu Katarzyny II

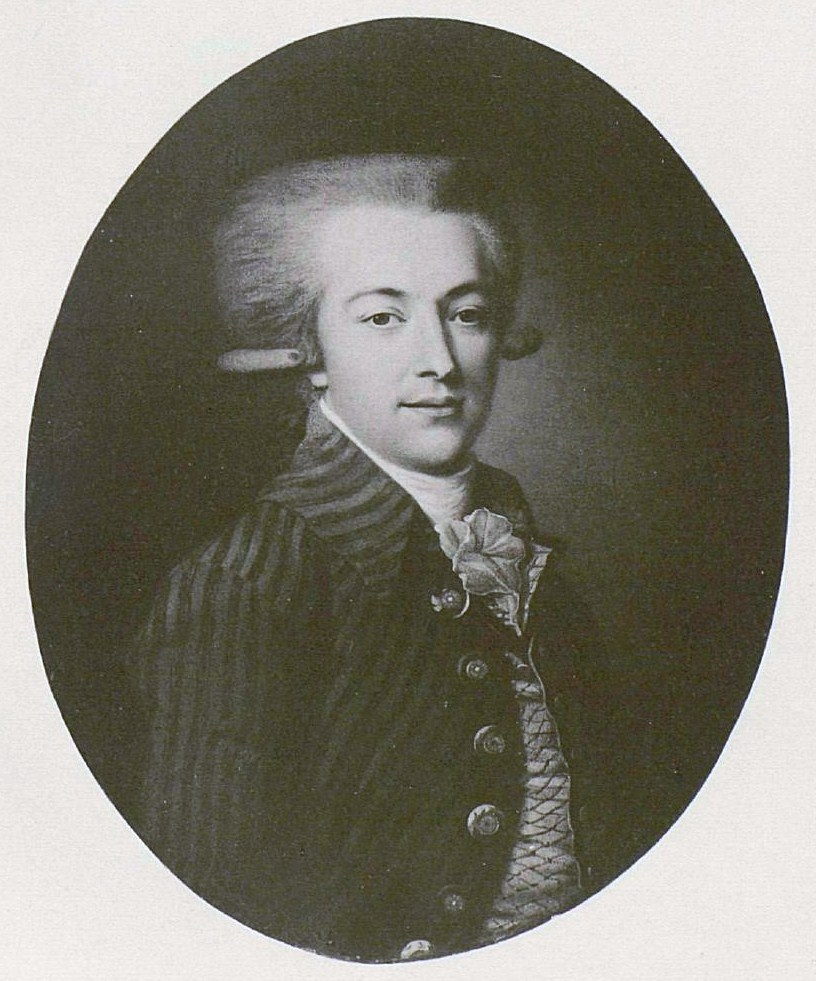
Michaił Iwanowicz Daszkow

Jeszcze jako młoda dziewczyna często bywała na carskim dworze i wkrótce stała się jedną z głównych postaci w kręgu przyjaciół następcy tronu Piotra Fiodorowicza i jego niemieckiej żony, Katarzyny.
Zanim skończyła szesnaście lat, 24 lutego 1759 wyszła za mąż za księcia Michaiła Iwanowicza Daszkowa (1736–1764), niezwykle bogatego i utytułowanego potomka dynastii Rurykowiczów, z którym zamieszkała w jednym z jego pałaców w Moskwie.
W 1762 znajdowała się już w Sankt Petersburgu i odegrała znaczącą rolę w zamachu stanu dokonanym przez wielką księżnę Katarzynę, który wyniósł ją na tron. Zapewniła tym sobie, swoim krewnym i przyjaciołom przyjaźń cesarzowej i łaskę dla swojej siostry Elżbiety, kochanki Piotra III, który zamierzał rozwieść się z Katarzyną i ożenić z Woroncową.

## Zagraniczne podróże
Początkowo stosunki Katarzyny z ekipą nowej cesarzowej nie były zbyt serdeczne, chociaż ta wciąż okazywała Katarzynie II daleko posuniętą lojalność, ale kiedy wokół tej ostatniej zaczęli się pojawiać coraz to młodsi kochankowie, Daszkowa postanowiła zareagować i napisała manifest dedykowany carycy, w którym potępiała rozrzutność kochanków wielkich władców. Sprowadziło to na nią nienawiść cesarzowej i szacunek całego dworu, więc poprosiła cesarzową podczas publicznej audiencji o zgodę na podróż po Europie. Zgoda została udzielona i cesarzowa w imię łączącej je kiedyś przyjaźni wybaczyła księżnej zniewagę.
W czasie gdy Katarzyna podróżowała po Europie, w 1768 zmarł na zapalenie płuc Michaił Daszkow, a jego żona otrzymała listy z wyrazami współczucia ze wszystkich dworów jakie odwiedziła.
W Paryżu zawarła bliską znajomość z Diderotem i Voltairem. Zaprzyjaźniła się także z jednym z najbardziej otwartych umysłów oświecenia – Benjaminem Franklinem. Wielkim podziwem darzyła też Wielką Brytanię i korespondowała z tamtejszymi intelektualistami: Garrickiem, Blairem i Robertsonem.
W Edynburgu odwiedziła Muzeum Miejskie, któremu ofiarowała ponad setkę cennych medali rosyjskich, tam też znalazła nauczycieli dla swoich dzieci. W następnych latach mieszkała w Irlandii, gdzie przyglądała się manewrom wojsk brytyjskich, pozowała do portretu Francisowi Wheatleyowi w październiku 1779. Zaprzyjaźniła się z bywalczyniami londyńskich salonów: Georgianą Shipley, córką Jonathana Shipleya i słynną z urody Georgianą Spencer, księżną Devonshire.

## Dyrektorka dwóch Akademii
W 1782 księżna Daszkowa wróciła do rosyjskiej stolicy i od razu odzyskała przyjaźń cesarzowej, która podzielała jej literackie zamiłowania i tak jak ona żywiła pragnienie uczynienia z języka rosyjskiego trzeciego po francuskim i angielskim języka europejskiej literatury. Dlatego też wkrótce po swoim powrocie została mianowana dyrektorką Cesarskiej Akademii Sztuk i Nauk (znanej obecnie jako Rosyjska Akademia Nauk), po tym jak poprzedni dyrektor Akademii Cyryl Razumowski (mianowany w wieku osiemnastu lat) zrezygnował na rzecz księżnej Daszkowej.
Daszkowa była pierwszą na świecie dyrektorką Akademii Nauk, która sama nie była naukowczynią; ponadto, dzięki jej działaniom chyląca się ku upadkowi instytucja odzyskała swoją renomę i szacunek wśród kół intelektualnych Europy.
W 1784 Daszkowa została pierwszą mianowaną dyrektorką nowo utworzonej Cesarskiej Akademii Literatury. Dzięki jej działaniom wkrótce zostały wydane liczne pozycje krytyczne dotyczące języka rosyjskiego – w tym wydany w dwa lata później słynny sześciotomowy Słownik języka Rosyjskiego. Na jej wniosek do alfabetu rosyjskiego wprowadzono odpowiednik dzisiejszej litery Ё. W 1783 została wybrana na honorową członkinię Królewskiej Szwedzkiej Akademii Nauk jako pierwsza kobieta do czasów wyboru Evy Ekebland.
Na krótko przed śmiercią Katarzyny II, obie przyjaciółki napisały wspólnie tragedię opublikowaną na łamach wydawanego przez Akademię Dziennika Obrad.

## Potomstwo
Ze związku małżeńskiego z księciem Michaiłem Iwanowiczem Daszkowem (1736–1764) miała troje dzieci, z których dwoje dożyło wieku dorosłego.
- Anastazja Michajłowna Daszkowa (1760–1831), żona Księcia Andrzeja Jefiminowicza Szczerbatyna;
- Michaił Michajłowicz Daszkow (1761–1762);
- Paweł Michajłowicz Daszkow (1763–1807), nazwany na cześć syna Katarzyny II, mąż Anny Semenowej Alferow.

## Wygnanie i dziedzictwo

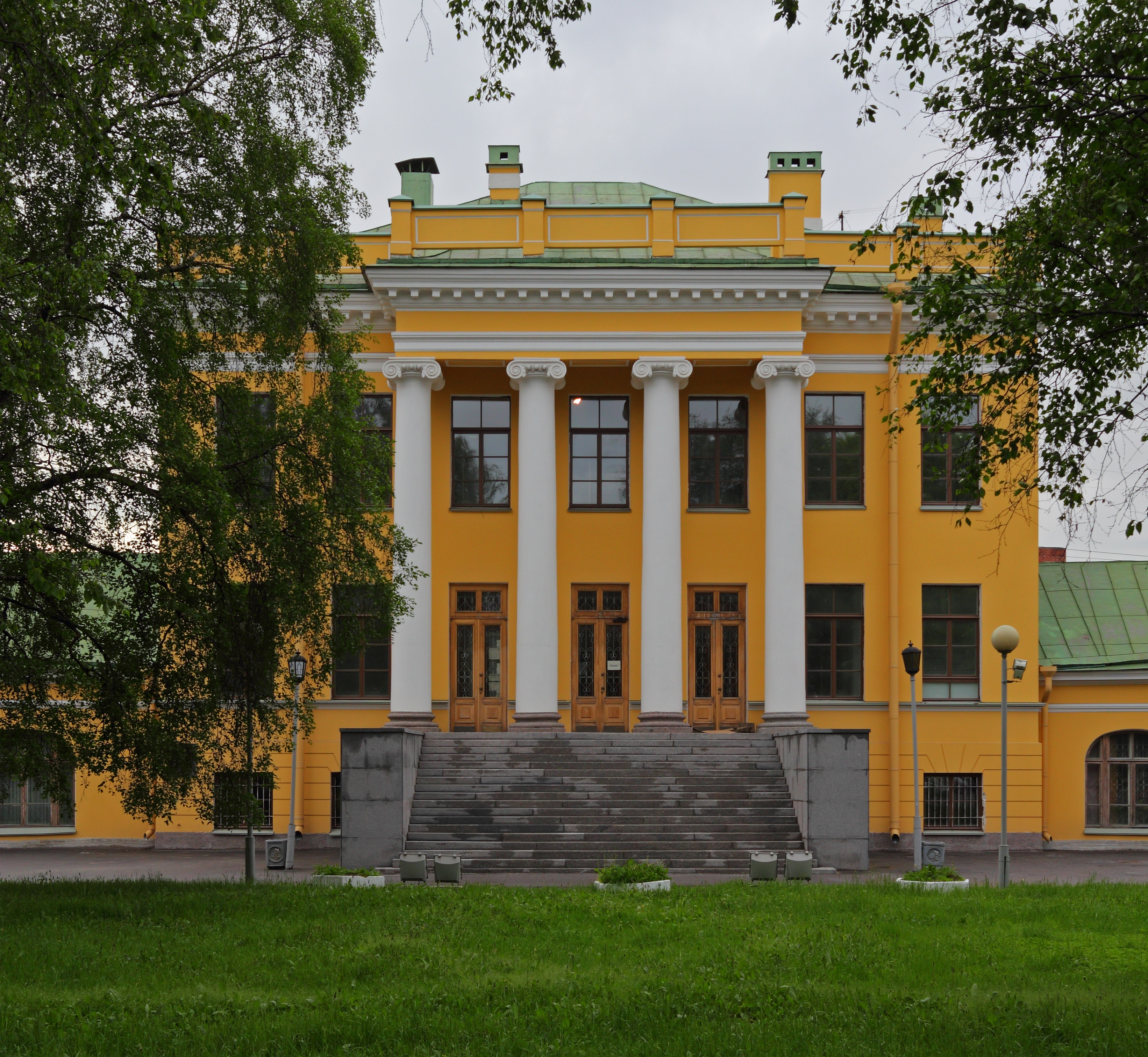
Willa księżnej Daszkowej pod Kirianowem, kilka kilometrów od Sankt Petersburga

Wskutek wstąpienia Pawła I na tron rosyjski w 1796, Katarzyna Woroncowa-Daszkowa została zwolniona z zajmowanych stanowisk i zmuszona do opuszczenia dworu i stolicy. Przez kilka lat mieszkała w jednym ze swoich dworów w okolicy Nowogrodu i dopiero petycja jej wysoko urodzonych krewnych i przyjaciół wysłana do cesarza, pozwoliła jej na przeniesienie się do wspaniałego pałacu Woroncowów w Moskwie, gdzie zmarła 15 stycznia 1810 roku (4 stycznia według kalendarza juliańskiego).
Jej syn, ostatni przedstawiciel rodu Daszkowów zmarł w 1807, swoją przekazując ogromną fortunę kuzynowi, Iwanowi Woroncowowi, który przyjął nazwisko Woroncow-Daszkow. Syn Iwana, Iłłarion Woroncow-Daszkow został mianowany zarządcą carskiego dworu w latach 1881–1897 i generałem-gubernatorem Kaukazu w latach 1905–1915.

## Dzieła
Poza pracą nad stworzeniem Słownika języka rosyjskiego, księżna Daszkowa pozostawiła po sobie kilka tragedii, komedii (w tym Wesele Fabiana). Jej dzienniki zostały opublikowane po francusku w Paryżu około 1804 roku i po angielsku w Londynie w 1840 roku. Polskie wydanie Pamiętnika księżny Daszkow damy honorowej Katarzyny II cesarzowej Wszechrosji, zostało opublikowane w 1982.